# European NAvigator
Pour les articles homonymes, voir ENA.
 (décembre 2024).
Si vous disposez d'ouvrages ou d'articles de référence ou si vous connaissez des sites web de qualité traitant du thème abordé ici, merci de compléter l'article en donnant les références utiles à sa vérifiabilité et en les liant à la section « Notes et références ».
European NAvigator (ENA) était le nom de la première bibliothèque numérique sur l'histoire de la construction européenne. En 2011, ses 20 000 documents ont été intégrés au site cvce.eu.

## Présentation
Les 16 000 documents originaux de la bibliothèque numérique ENA, dont des textes, des lettres, des traités, des photos, des cartes animées, des articles, des caricatures, des vidéos et des interviews, sont aujourd'hui intégrés aux publications du CVCE sous forme de dossiers thématiques et de corpus numériques de recherche.

## Historique
L'idée d'élaborer une bibliothèque numérique sur le processus de la construction européenne est née au début des années 1990, dans le contexte du traité de Maastricht. Ce fut Marianne Backes, l'actuelle directrice du CVCE, qui eut l'idée d'associer le savoir sur l'histoire de l'Europe communautaire aux nouvelles technologies de l'information. En 1998, une première version de la bibliothèque numérique ENA est publiée sur CD-ROM et en 2000, le site  www.ena.lu est mis en ligne. En août 2011, la bibliothèque ENA est intégrée au site du CVCE.

## Rubriques

### Événements historiques
Partie entièrement consacrée aux événements historiques de 1945 à nos jours.

### Organisations européennes
Partie dédiée aux principales organisations internationales nées en Europe occidentale après la fin de la Seconde Guerre mondiale.

### Dossiers spéciaux
Partie regroupant des dossiers thématiques où certains sujets en relation avec la construction européenne sont traités d'une manière approfondie. Il peut s'agir de dossiers sur le processus d'intégration de certains pays, de dossiers sur des personnages ayant joué un rôle primordial dans l'histoire de la construction européenne ou encore de dossiers sur des anniversaires.

### Interviews
Le CVCE réalise régulièrement des interviews avec des acteurs et des témoins de moments mémorables de la construction européenne.

### Recherche et enseignement
Partie dédiée aux enseignants, aux chercheurs et aux étudiants. Le CVCE met à disposition du matériel pédagogique de haute valeur afin de favoriser la diffusion de connaissances sur l'Europe.
Toutes les parties contiennent de nombreux documents originaux comme photos, lettres, traités, articles, graphiques ou vidéos.